# قدرالدین اصلانف
قدرالدین اصلانف (تاجیکی: Қадриддин Аслонов) (۲۹ مه ۱۹۴۷ در ناحیه رشت – نوامبر ۱۹۹۲) رئیس‌جمهور موقت تاجیکستان از ۳۱ اوت تا ۲۳ سپتامبر ۱۹۹۱ بود. او با استعفای رئیس‌جمهور پیشین، قهار محکموف، به عنوان رئیس موقت شورای عالی شوروی انتخاب شد. یکی از نخستین اقدامات اصلانف به عنوان رهبر امضای فرمانی برای توقف کلیه فعالیت‌های حزب کمونیست تاجیکستان و ملی شدن املاک این حزب بود. سپس کنگره حزب کمونیست تاجیکستان در نیمه دوم سپتامبر ۱۹۹۱ تشکیل جلسه داد تا انحلال حزب کمونیست اتحاد شوروی را اعلام کند. وی همچنین فرمانی را امضا کرد که ۹ سپتامبر را به عنوان روز استقلال مشخص می‌کرد. در ۲۰ سپتامبر ۱۹۹۱، اصلانف از حزب کمونیست تاجیکستان و همچنین از دفتر سیاسی آن استعفا داد. در ۲۳ سپتامبر، نیروهای محافظه‌کار در دولت تاجیکستان اصلانف را برکنار کردند. رحمان نبی‌اف، دبیر اول حزب کمونیست، به عنوان رئیس‌جمهور گماشته شد و در همان روز وضعیت اضطراری اعلام شد. یک سال بعد، در طی مراحل نخست جنگ داخلی که پس از فروپاشی شوروی سراسر تاجیکستان را فرا گرفت، گزارش شد که اصلانف در نوامبر ۱۹۹۲ گم شده‌است. به گفته یک منبع، وی توسط شبه‌نظامیان جبهه مردمی طرفدار دولت کشته شد.